# Habenaria flabelliformis
Habenaria flabelliformis är en orkidéart som beskrevs av Victor Samuel Summerhayes och Cecil Ernest Claude Fischer. Habenaria flabelliformis ingår i släktet Habenaria och familjen orkidéer. Inga underarter finns listade i Catalogue of Life.